# FRUITPOCHETTE
FRUITPOCHETTE（フルーツポシェット）は、「東しおり」と「てらたぬ。」による女性ロックデュオ。マッドマガジンレコード所属。略称はフルポシェ。
ひめキュンフルーツ缶、nanoCUNE、AiCuneの姉妹プロジェクトである。「ご当地アイドル殿堂入り」。

## 概要
2012年12月23日、姉妹グループであるひめキュンフルーツ缶の2期研修生であった東志栞、寺谷美奈の2名でFrupocheを結成しデビュー。2013年7月1日、FRUITPOCHETTEに改名した。
2013年9月7日、初定期公演を開催。2014年には『HOMESICK TOUR 2014』と称し、47都道府県ツアー（59箇所、64公演）を敢行。基本的に事務所スタッフの帯同はなく、ほぼメンバー2名だけで全国ツアーを成し遂げた。
愛媛県のスクリーモバンド「When My Life is Over」の元メンバーである遠藤元気が手掛けるヘヴィメタルを基調とした重厚なサウンド、メンバー二人の歌唱力、息の合ったダンスなどが特徴である。また、同じく愛媛県出身で元SEX MACHINEGUNSのKEN'ICHIがサポートとして生バンド演奏、レコーディングに参加した。

## メンバー
| 名前                   | 愛称                | 生年月日（年齢）      | カラー   | キャッチフレーズ  | イメージフルーツ | 備考                         |
| ---------------------- | ------------------- | --------------------- | -------- | ----------------- | ---------------- | ---------------------------- |
| 東志栞 あずま しおり   | ずま しおりん       | 1995年2月22日（30歳） | イエロー | 40Bitch ShioBITCH | 柿               |                              |
| 寺谷美奈 てらたに みな | てらたぬ。 みなみん | 1995年3月6日（30歳）  | ピンク   | 37Fucker          | いちじく         | 2016年3月脱退、2018年8月復帰 |

東・寺谷ともnanoCUNEのメンバーを兼務している。

### 旧メンバー
| 名前                   | 愛称   | 生年月日 | 備考                          |
| ---------------------- | ------ | -------- | ----------------------------- |
| RUM らむ               |        |          | 2016年8月加入 - 9月脱退       |
| 楢崎友理 ならさき ゆり | きゅり | 11月29日 | 2016年9月加入 - 2017年4月脱退 |

### 仮ユニット時の在籍メンバー
| 名前                     | 愛称     | 生年月日（年齢）       |
| ------------------------ | -------- | ---------------------- |
| 佐伯瑠衣 さえき るい     | るいるい | 1997年6月21日（27歳）  |
| 原田つばさ はらだ つばさ | コスモ   | 1998年12月12日（26歳） |

## 略歴
2011年
7月16日、ひめキュンフルーツ缶2期生公開オーディションが銀天街河原学園スタジオで開催された。30日、同会場で公開最終オーディション。
2012年
2月、ひめキュンフルーツ缶2期研修生がお披露目される。
12月23日、ひめキュンフルーツ缶2期研修生から選抜された寺谷美奈と東志栞でFrupocheを結成。アメーバブログを開始。
2013年
7月1日、 FRUITPOCHETTEに改名。
7月20日、ミニアルバム 『疾風迅雷』を発売。
9月4日、 『疾風迅雷』の収録曲「暴虐-PARASITE-」のミュージックビデオをYouTubeで公開。
9月7日、 初単独定期公演。
2014年
2月26日、1stシングル「炸裂-Burning-」、2ndシングル「月光-Destruction-」を2枚同時発売。松山サロンキティ公演を皮切りに『“HOMESICK TOUR”2014』をスタート。
6月27日、パフォーマー（ダンサー）の募集を開始。
2015年
2月25日、1stフルアルバム 『The Crest Of Evil』を発売。
8月13日、同10月にさいたまスーパーアリーナで行われるライブイベント『LOUD PARK 15』のメインステージでオープニングアクトを務めることが発表された。
12月23日、3周年記念公演での重大発表として、寺谷の体調不良による活動休止を発表。
2016年
2月18日、寺谷が卒業することを公式サイトで発表。
3月26日、寺谷が卒業。
8月1日、再びデュオとなることを暗示する動画が、公式サイトで緊急公開された。
8月5日、3rdシングル「絶叫-Unlash-」を発売。同日、『TOKYO IDOL FESTIVAL 2016』で、新メンバーRUMを迎えて再びデュオとなった新生FRUITPOCHETTEが初披露された。
9月2日、RUMの脱退および元フルポシェ研修生の楢崎友理の加入が公式サイトで発表された。
9月24日、『@JAM×ナタリー EXPO 2016』で、楢崎を迎えたFRUITPOCHETTEが初披露された。
2017年
4月17日、楢崎が脱退。東のソロプロジェクトとなる。
7月30日、TSUTAYA O-nestでの『FRUITPOCHETTEなりの甲子園』を最後に活動停止。
2018年
8月10日、寺谷が復帰し、オリジナルメンバーの2人で再結成。TSUTAYA O-nestで再結成ライブを開催。
2022年
12月23日、結成10年を迎えて日本ご当地アイドル活性協会より『ご当地アイドル殿堂入り』に認定される。
2024年
2024年4月6日をもって無期限の活動休止を発表。

## 作品

### シングル
1. 炸裂-Burning-（2014年2月26日、BJCD-44）
2. 月光-Destruction-（2014年2月26日、BJCD-45）
3. 絶叫-Unlash-（2016年8月5日、MMR-0056）
4. 暁-Crisis-（2016年12月23日、MMR-0059）
5. 羅刹-Broken-（2018年8月10日、MMR-0076）
6. 月兎-Disappear-（2019年9月23日、MMR-0093）
7. 威風-Deception-（2021年8月28日、MMR-0107）
8. 孤高-Captivate-（2021年12月26日、MMR-0109）
9. 儚世-Exist-（2022年4月23日、MMR-0113）

#### 会場限定盤
1. 幻惑-CHOCOLATEBITS-（2013年3月3日、MMR-0048）
2. 撲殺-Minds-（2014年4月26日、MMR-0051）
3. 幻惑 ChocolateBits-Retape-（2015年10月10日、MMR-0052）
  - 『LOUDPARK15』にて1,000枚無料配布（非売品）
4. La fin（2016年3月26日）
  - 『FRUITPOCHETTE卒業式』会場限定販売。寺谷美奈ソロバージョン

### EP
1. 疾風迅雷（2013年7月30日、BJCD-43）
  - 2014年5月（Regular Drums Version）

### アルバム
1. The Crest Of Evil（2015年2月25日、BJCD-49）

### 新録ミニアルバム
1. PHANTOM（2020年7月30日）

### 参加作品
- たべまショータイム（2013年7月1日、NKBC-60、南海放送）
  - ひめキュンフルーツ缶、nanoCUNE、FRUITPOCHETTEの3組よるユニット「マックル」（MAD MAGAZINE CREW）名義。愛媛県内の店舗限定で発売。

  1. たべまショータイム（作詞・作曲：TAKESHI）
  2. Vitamin（作詞・作曲：TAKESHI）

- マンダリンLOVE
  - 作詞・作曲：ANCHANG。

## イベント出演

### 定期公演
特記なき場合、会場は松山キティホール
| 年     | 月日     | 公演名                                                                  | 会場             |
| ------ | -------- | ----------------------------------------------------------------------- | ---------------- |
| 2013年 | 9月7日   | FRUITPOCHETTE定期公演                                                   |                  |
| 2013年 | 12月21日 | nanoCUNE＆FRUITPOCHETTE定期公演『ナノフル合同クリスマス公演』           |                  |
| 2013年 | 12月23日 | FRUITPOCHETTE定期公演『1周年記念早朝ライブ』                            | 松山サロンキティ |
| 2014年 | 1月25日  | FRUITPOCHETTE×AiCune合同定期公演                                        |                  |
| 2014年 | 1月26日  | nanoCUNE × FRUITPOCHETTE × AiCune合同定期公演                           |                  |
| 2014年 | 2月1日   | FRUITPOCHETTE×AiCune合同定期公演                                        |                  |
| 2014年 | 2月2日   | nanoCUNE × FRUITPOCHETTE × AiCune合同定期公演                           |                  |
| 2014年 | 2月22日  | FRUITPOCHETTE定期公演『しおり生誕祭！』                                 |                  |
| 2014年 | 3月9日   | FRUITPOCHETTE定期公演『みな生誕祭！』～“HOMESICK TOUR”2014～            |                  |
| 2014年 | 6月22日  | FRUITPOCHETTE定期公演                                                   |                  |
| 2014年 | 7月5日   | FRUITPOCHETTE定期公演                                                   |                  |
| 2014年 | 7月21日  | FRUITPOCHETTE定期公演                                                   |                  |
| 2014年 | 8月13日  | FRUITPOCHETTE定期公演                                                   | 松山サロンキティ |
| 2014年 | 10月13日 | FRUITPOCHETTE定期公演                                                   |                  |
| 2014年 | 10月20日 | FRUITPOCHETTE定期公演『ハロウィンパーティー！』                         |                  |
| 2014年 | 12月23日 | FRUITPOCHETTE 2周年記念クリスマス公演                                   |                  |
| 2015年 | 2月15日  | FRUITPOCHETTE定期公演『チョコレートフォンデュであーん』バレンタイン公演 |                  |
| 2015年 | 2月22日  | FRUITPOCHETTE定期公演『しおり生誕祭！』                                 |                  |
| 2015年 | 2月28日  | FRUITPOCHETTE定期公演                                                   |                  |
| 2015年 | 3月1日   | FRUITPOCHETTE定期公演『みな生誕祭！』                                   |                  |
| 2015年 | 5月9日   | FRUITPOCHETTE定期公演                                                   |                  |
| 2015年 | 5月10日  | nanoCUNE＆FRUITPOCHETTE＆AiCune合同定期公演                             |                  |
| 2015年 | 5月15日  | FRUITPOCHETTE定期公演                                                   | 松山サロンキティ |
| 2015年 | 5月17日  | nanoCUNE＆FRUITPOCHETTE合同定期公演                                     |                  |
| 2015年 | 6月19日  | nanoCUNE＆FRUITPOCHETTE合同定期公演                                     | 松山サロンキティ |
| 2015年 | 6月27日  | FRUITPOCHETTE定期公演                                                   |                  |
| 2015年 | 10月24日 | FRUITPOCHETTE定期公演『フルポシェハロウィンパーティ！』                 |                  |
| 2015年 | 11月3日  | FRUITPOCHETTE定期公演                                                   |                  |
| 2015年 | 11月7日  | FRUITPOCHETTE定期公演                                                   |                  |
| 2015年 | 11月21日 | FRUITPOCHETTE定期公演～早朝ヘビメタ～                                   | 松山サロンキティ |
| 2015年 | 11月23日 | FRUITPOCHETTE定期公演                                                   |                  |
| 2015年 | 12月23日 | FRUITPOCHETTE3周年記念公演                                              |                  |
| 2016年 | 2月20日  | FRUITPOCHETTE定期公演『しおり生誕祭！』                                 | 松山サロンキティ |
| 2016年 | 3月6日   | FRUITPOCHETTE定期公演『みな生誕祭！』                                   |                  |
| 2016年 | 4月2日   | FRUITPOCHETTE定期公演                                                   |                  |
| 2016年 | 5月3日   | nanoRider＆FRUITPOCHETTE合同定期公演                                    |                  |
| 2016年 | 5月4日   | FRUITPOCHETTE定期公演                                                   |                  |
| 2016年 | 5月7日   | AiCune＆ならさきゅり＆FRUITPOCHETTE合同定期公演【第一部】【第二部】     |                  |
| 2016年 | 6月5日   | FRUITPOCHETTE＆AiCune＆ならさきゅり合同定期公演                         |                  |
| 2016年 | 6月11日  | FRUITPOCHETTE＆AiCune＆ならさきゅり合同定期公演                         |                  |
| 2016年 | 6月19日  | FRUITPOCHETTE＆AiCune＆ならさきゅり合同定期公演【第一部】【第二部】     |                  |

### 東京定期
会場はTSUTAYA O-nest
| 年     | 月日     | 公演名                                                          | 備考                                                                  |
| ------ | -------- | --------------------------------------------------------------- | --------------------------------------------------------------------- |
| 2014年 | 3月1日   | 『FRUITPOCHETTE 東京定期公演 vol.1 & vol.2』                    | 共催：『FRUITPOCHETTE“HOMESICK TOUR”2014』                            |
| 2014年 | 7月26日  | FRUITPOCHETTE東京定期公演『3740 METAL'Burning vol.1』           |                                                                       |
| 2014年 | 10月25日 | FRUITPOCHETTE×PassCode 2マンライブ『CLOSE ENCOUNTER episode-1』 | 共演：PassCode                                                        |
| 2015年 | 3月7日   | FRUITPOCHETTE東京定期公演『3740 METAL'Burning vol2』            | 共催：『FRUITPOCHETTE FULL ALBUM -The Crest Of Evil- TOKYOレコ発GIG』 |
| 2015年 | 7月9日   | FRUITPOCHETTE定期公演『Close Encounter - 2nd Attack』           | 共演：LOTH                                                            |
| 2015年 | 9月17日  | FRUITPOCHETTE定期公演『Close Encounter - 3rd Attack』           | 共演：SILHOUETTE FROM THE SKYLIT                                      |
| 2015年 | 10月8日  | FRUITPOCHETTE定期公演『Close Encounter - 4th Attack』           | 共演：A Baking Dog Never Bites                                        |
| 2015年 | 11月12日 | FRUITPOCHETTE定期公演『Close Encounter - 5th Attack』           | 共演：ACCESSFREE                                                      |
| 2015年 | 12月17日 | FRUITPOCHETTE定期公演『Close Encounter - 6th Attack』           | 共演：NIGHT THE SKYLINE                                               |

### 名古屋定期
| 年     | 月日    | 公演名                      | 会場           |
| ------ | ------- | --------------------------- | -------------- |
| 2015年 | 7月24日 | FRUITPOCHETTE名古屋定期公演 | 名古屋ell.SIZE |

### ワンマン公演
| 年     | 月日     | 公演名                                                 | 会場                   |
| ------ | -------- | ------------------------------------------------------ | ---------------------- |
| 2014年 | 4月5日   | MADCREW琵琶湖制圧！！ FRUITPOCHETTE編                  | 滋賀U★STONE            |
| 2014年 | 8月3日   | MADCREW大分制圧！！ FRUITPOCHETTE編                    | 大分T.O.P.S Bitts HALL |
| 2014年 | 10月18日 | MADCREW山口制圧！！ FRUITPOCHETTE編                    | 山口LIVE rise SHUNAN   |
| 2015年 | 7月25日  | FRUITPOCHETTEワンマンライブ『Close Encounter in Oita』 | 大分club SPOT          |
| 2016年 | 3月26日  | FRUITPOCHETTE卒業式                                    | 松山キティホール       |

### 対バン形式
| 年     | 月日     | 公演名                                                        | 会場                                     | 共演                                                                           |
| ------ | -------- | ------------------------------------------------------------- | ---------------------------------------- | ------------------------------------------------------------------------------ |
| 2013年 | 2月23日  | nanoCUNE vs Piminy                                            | 松山キティホール                         | nanoCUNE、Piminy                                                               |
| 2013年 | 5月3日   | MAD MAGAZINE NIGHT                                            | 松山サロンキティ                         | ひめキュンフルーツ缶、nanoCUNE、ALFRED、NORANGE、qusco                         |
| 2013年 | 5月4日   | マックル春の大運動会                                          | 松山キティホール                         | ひめキュンフルーツ缶、nanoCUNE                                                 |
| 2013年 | 7月15日  | くりかまき vs nanoCUNE                                        | 松山キティホール                         | くりかまき、nanoCUNE                                                           |
| 2013年 | 8月15日  | 真夏のアイドルバックドロップ！                                | 松山キティホール                         | 山口活性学園、nanoCUNE                                                         |
| 2013年 | 8月18日  | 真夏のアイドルスープレックス！一部 ＆ 二部                    | 松山サロンキティ                         | きみともキャンディ、nanoCUNE、いずこねこ                                       |
| 2013年 | 8月30日  | ひめキュン祭 ～ 大江戸アイドロール！SPECIAL                   | Shibuya O-EAST                           | ひめキュンフルーツ缶、nanoCUNE、GARLIC BOYS、ガガガSP                          |
| 2013年 | 9月14日  | SUNSHINE IDOLIZED FES'2013 前夜祭『nanoCUNE × FRUITPOCHETTE』 | Shibuya O-nest                           | nanoCUNE                                                                       |
| 2013年 | 10月13日 | マックル秋のズッコケ珍道中 IN 大分～よりみち編～              | 大分T.O.P.S.BittsHALL                    | ひめキュンフルーツ缶、nanoCUNE                                                 |
| 2013年 | 12月30日 | MAD MAGAZINE NIGHT                                            | 松山サロンキティ                         | NORANGE、ALFRED、qusco、ひめキュンフルーツ缶、nanoCUNE、AiCune、ANACON         |
| 2014年 | 3月16日  | nanoCUNE＆FRUITPOCHETTE定期公演『天上と魔界』                 | 心斎橋Music Club JANUS                   | nanoCUNE                                                                       |
| 2014年 | 3月30日  | ひめキュン祭～大江戸アイドロール！SPECIAL 其の弐              | TSUTAYA O-EAST                           | ひめキュンフルーツ缶、nanoCUNE、後藤まりこ、キバオブアキバ、qusco、他          |
| 2014年 | 10月24日 | マックル 神？文化祭                                           | 松山キティホール                         | ひめキュンフルーツ缶、nanoCUNE、AiCune                                         |
| 2015年 | 1月25日  | マックルスペシャルライブ                                      | 高松オリーブホール                       | ひめキュンフルーツ缶、nanoCUNE、AiCune                                         |
| 2015年 | 4月2日   | ～萩山龍一卒業式～                                            | 松山サロンキティ                         | ひめキュンフルーツ缶、nanoCUNE、AiCune                                         |
| 2015年 | 5月4日   | nanoCUNE＆FRUITPOCHETTE Live in 沖縄！                        | 桜坂セントラル                           | nanoCUNE                                                                       |
| 2015年 | 5月24日  | マックル大運動会                                              | 松山ビビットホール                       | ひめキュンフルーツ缶、nanoCUNE、AiCune                                         |
| 2015年 | 8月2日   | U.T.I.F.“ウル虎愛してるFES”～太陽と虎５周年記念～             | MUSIC ZOO KOBE 太陽と虎                  | ひめキュンフルーツ缶、nanoCUNE、AiCune                                         |
| 2015年 | 8月28日  | ひめキュン祭 ～ 大江戸アイドロール！SPECIAL 其の参            | TSUTAYA O-EAST                           | ひめキュンフルーツ缶、nanoCUNE、LUNKHEAD、JELLYFiSH FLOWER'S                   |
| 2015年 | 10月11日 | SALONKITTY presents『四方四神』                               | 松山サロンキティ                         | BALZAC、ひめキュンフルーツ缶、SEX MACHINEGUNS                                  |
| 2016年 | 1月3日   | マックル新春ライブ！                                          | 松山サロンキティ                         | ひめキュンフルーツ缶、nanoCUNE、AiCune、ならさきゅり                           |
| 2016年 | 1月29日  | FRUITPOCHETTE新春メタルパーティ                               | 渋谷CYCLONE                              | ARTEMA                                                                         |
| 2016年 | 2月14日  | マックルバレンタイン『あ～ん会』                              | 松山市銀天街イベントスペース「きらりん」 | ひめキュンフルーツ缶、nanoCUNE、AiCune、ならさきゅり                           |
| 2016年 | 5月14日  | matsuyama KAGUYA LOOPS -day1-                                 | 松山サロンキティ、松山キティホール       | nanoCUNE、AiCune、ならさきゅり、MAPLEZ、山口活性学園、他                       |
| 2016年 | 5月15日  | matsuyama KAGUYA LOOPS -day2-                                 | 松山サロンキティ、松山キティホール       | ひめキュンフルーツ缶、nanoCUNE、AiCune、ならさきゅり、MAPLEZ、山口活性学園、他 |

### ツアー
FRUITPOCHETTE“HOMESICK TOUR”2014
| 公演日        | 会場                                | 備考 |
| ------------- | ----------------------------------- | --- |
| 2014年2月26日 | 松山サロンキティ                    | |
| 2014年2月27日 | 高松モンスター                      | |
| 2014年3月1日  | 渋谷TSUTAYA O-nest                  | 共催：『FRUITPOCHETTE 東京定期公演 vol.1 & vol.2』                                                                           |
| 2014年3月3日  | 浜松メスカリンドライブ              | |
| 2014年3月4日  | 名古屋ell.SIZE                      | |
| 2014年3月5日  | 滋賀U★STONE                         | |
| 2014年3月7日  | 大阪 長堀橋WAXX                     | |
| 2014年3月8日  | 池袋KINGSX TOKYO                    | 共催：『Riot GIRLS～暴動少女～#01 & #02』                                                                                    |
| 2014年3月9日  | 松山キティホール                    | 共催：FRUITPOCHETTE定期公演『みな生誕祭！』                                                                                  |
| 2014年3月11日 | 高知Xp-t.                           | |
| 2014年3月12日 | 徳島club GRINHOUSE                  | |
| 2014年3月13日 | 岡山CRAZYMAMA 2nd Room              | |
| 2014年3月15日 | 山口 周南LIVE rise SHUNAN           | |
| 2014年3月16日 | 大阪・心斎橋Music Club JANUS        | 共催：『nanoCUNE＆FRUITPOCHETTE定期公演』                                                                                    |
| 2014年3月18日 | 福岡Queblick                        | |
| 2014年3月20日 | 宮崎SR BOX                          | |
| 2014年3月21日 | 大分T.O.P.S Bitts HALL              | |
| 2014年3月22日 | 小倉あるあるシティ                  | |
| 2014年3月23日 | 長崎 諫早studio裸蛇                 | |
| 2014年3月24日 | 熊本ジャンゴ                        | |
| 2014年3月25日 | 鹿児島 SR Hall                      | |
| 2014年3月27日 | 米子AZTiC                           | 共催：『AZTiC代表 東井規至生誕祭 米子編』                                                                                    |
| 2014年3月28日 | 松江AZTiC                           | 共催：『AZTiC代表 東井規至生誕祭 松江編』                                                                                    |
| 2014年3月29日 | 新木場STUDIO COAST                  | 共催：『アイドル甲子園FESTIVAL supported by 生メール』                                                                       |
| 2014年3月30日 | 渋谷TSUTAYA O-EAST                  | 共催：『ひめキュン祭～大江戸アイドロール！SPECIAL 其の弐』                                                                   |
| 2014年4月3日  | 岐阜 柳ヶ瀬Ants                     | |
| 2014年4月4日  | 広島ナミキジャンクション            | |
| 2014年4月5日  | 滋賀U★STONE                         | 共催：『MADCREW琵琶湖制圧！！～FRUITPOCHETTE編～』                                                                           |
| 2014年4月6日  | 岡山 倉敷REDBOX                     | |
| 2014年4月8日  | 神戸太陽と虎                        | |
| 2014年4月9日  | 和歌山CLUB GATE                     | |
| 2014年4月11日 | 奈良NEVER LAND                      | |
| 2014年4月12日 | 大阪 長堀橋WAXX                     | 共催：『瞬間烈風 ver.3』＆『IDOL Collection Vol.55』                                                                         |
| 2014年4月13日 | 富山Soul Power                      | |
| 2014年4月15日 | 金沢VANVAN V4                       | |
| 2014年4月18日 | 秋田クラブ スウィンドル             | |
| 2014年4月19日 | 新潟CLUB RIVERST                    | |
| 2014年4月20日 | 三重鈴鹿SOUND STAGE                 | 第一部 ＆ 第二部 |
| 2014年4月26日 | 札幌KLUB COUNTER ACTION             | |
| 2014年4月27日 | 北海道 旭川CASINO DRIVE             | |
| 2014年4月29日 | 青森クォーター                      | |
| 2014年4月30日 | 仙台MACANA                          | |
| 2014年5月3日  | 盛岡クラブチェンジ                  | |
| 2014年5月4日  | 山形 酒田MUSIC FACTORY              | |
| 2014年5月5日  | 長野ライブハウスJ                   | |
| 2014年5月6日  | 千葉LOOK                            | |
| 2014年5月7日  | 郡山CLUB #9                         | |
| 2014年5月8日  | 水戸ライトハウス                    | |
| 2014年5月9日  | 熊谷HEAVEN'S ROCK VJ-1              | |
| 2014年5月10日 | 福井CHOP                            | |
| 2014年5月11日 | 高崎club FLEEZ                      | |
| 2014年5月12日 | 宇都宮HEAVEN'S ROCK VJ-2            | |
| 2014年5月13日 | 横浜BASIS                           | |
| 2014年5月14日 | さいたま新都心HEAVEN'S ROCK VJ-3    | |
| 2014年5月16日 | 甲府CONVICTION                      | |
| 2014年5月17日 | 京都U★STONE mini＆京都ROOTER×ROOTER | 共催：『U★STONE mini & ROOTER×ROOTER2会場開催～東西ROCK・EMO系アイドル衝突！東軍EMO・ROCK連合京都に殴り込み！～』（2回公演） |
| 2014年5月18日 | 沖縄Output                          | |
| 2014年5月24日 | 佐賀RAG-G                           | |
| 2014年5月25日 | 松山サロンキティ                    | |

FRUITPOCHETTE“EVIL”TOUR 2015
| 公演日        | 会場           | 備考                                                      |
| ------------- | -------------- | --------------------------------------------------------- |
| 2015年3月28日 | 名古屋 DAYTRIP | 共催：『1st Full Album“The Crest Of Evil”Release live!!』 |

## 出演

### テレビ
- 地元食材！てんこ盛り食堂（不定期レギュラー、南海放送）
- 松山モードフェス2013 DAY2-生中継-（2013年10月14日、愛媛CATV）
- @JAM EXPO 2014～話題のアイドル盛りだくさん!ミックスフルーツ（2014年10月19日（初回放送）、アイドル専門チャンネルPigoo）
- @JAM EXPO 2015～オレンジ&グレープステージ（2015年10月17日（初回放送）、アイドル専門チャンネルPigoo）
- @JAM EXPO 2015～パイナップルステージ（2015年11月7日（初回放送）、アイドル専門チャンネルPigoo）

### ラジオ
- Narrowband Camp（2013年6月1日、2013年8月31日、2014年2月22日、2015年5月30日、2015年10月31日、FM愛媛）
- 茶屋町アイドルプラザ（2014年6月5日、2015年3月8日、MBSラジオ）
- カモれでぃNight!（2015年2月20日、2016年4月15日、FM愛媛）
- ニンジニアネットワーク NEXT HEROS from EHIME（2015年11月7日、FM愛媛）
- noonday pop （2022年4月1日より毎週金曜担当[14] 12:00 - 13:00 、FM愛媛）

## 書籍

### 雑誌
- 激ロックマガジン（2015年3月号、激ロックエンタテインメント）
- GOOD ROCKS! SPECIAL BOOK「CHUGOKU SHIKOKU IDOL FILE」（ロックスエンタテインメント）
- 月刊エムジェーマガジン（2015年12月号、アイクコーポレーション） - 寺谷美奈